# CccDNA
cccDNA ( DNA حلقوی  کووالانسی بسته ) یک ساختار DNA خاصی است که در طول انتشار برخی ویروس ها در هسته سلول ایجاد می شود و ممکن است به طور دائم در آنجا باقی بماند. این یک DNA دو رشته ای است که ابتدا به صورت خطی منشأ گرفته و سپس با استفاده از آنزیم DNA لیگاز به یک حلقه بسته کووالانسی متصل می شود. در بیشتر موارد، رونویسی DNA ویروسی تنها از شکل حلقوی ممکن است رخ دهد. cccDNA ویروس ها به عنوان DNA اپیزومی یا گاهی اوقات به عنوان یک مینی کروموزوم نیز شناخته می شود.

ساختار cccDNA اولین بار در باکتریوفاژها توضیح داده شد، ولی این ساختار در برخی از کشت های سلولی که در آن عفونت ویروس DNA دار پولیوماویریده وجود داشت، نیز  شناسایی شد.   در ویروس هپاتیت بی (HBV) با تبدیل DNA حلقوی آسوده با پیچیدگی کم مرتبط با کپسید (rcDNA)، cccDNA تشکیل می‌شود.  به دنبال عفونت های هپاتیت بی،  cccDNA می تواند پس از درمان بالینی در سلول های کبد باقی بماند و ولی به ندرت می تواند دوباره فعال شود. مقدار نسبی cccDNA حاضر، یک شاخصی که برای درمان HBV، استفاده میشود. 

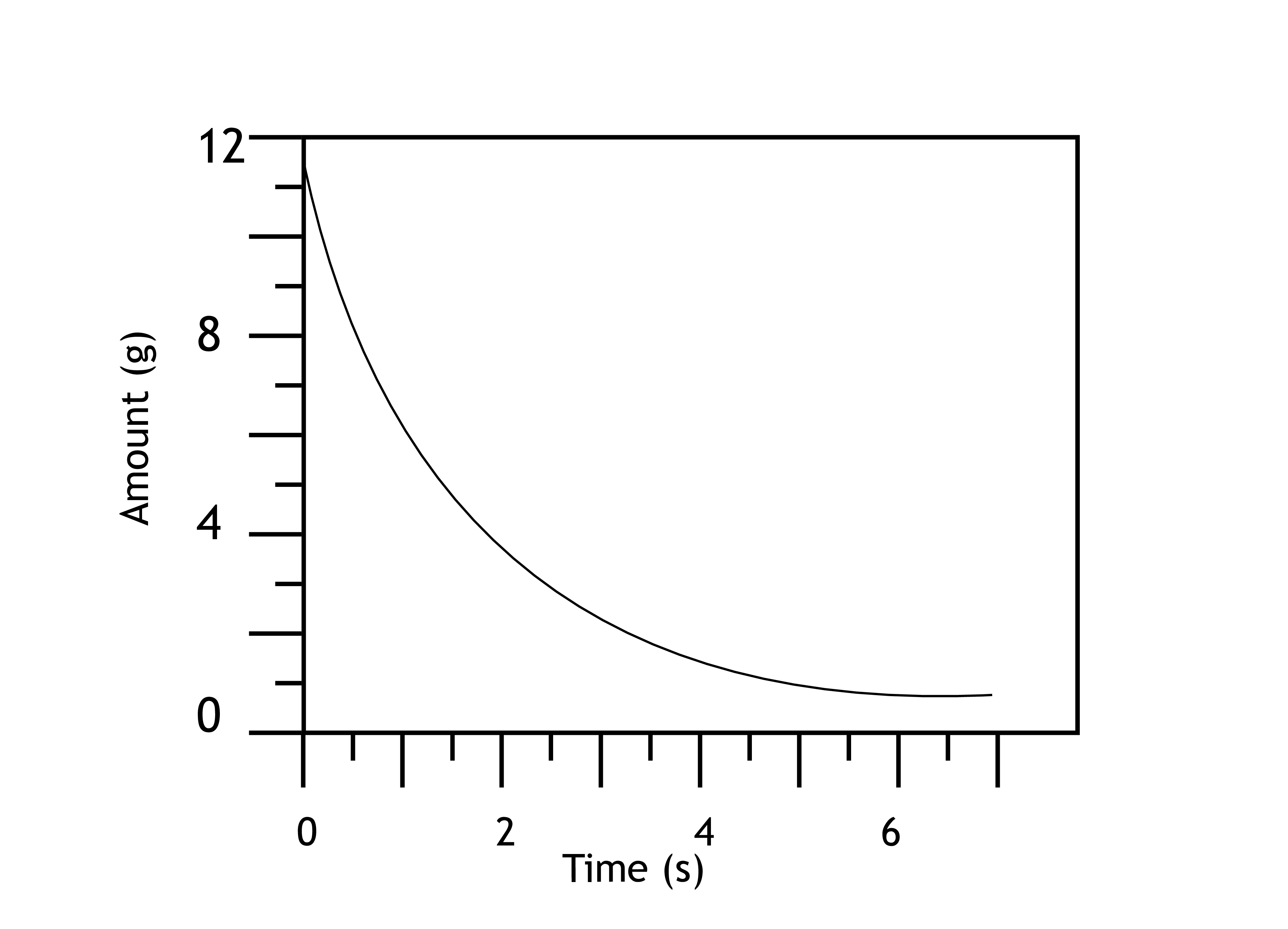
یک نمودار نیمه عمر کلی که می تواند برای مدل سازی نیمه عمر cccDNA که در آن از زمان نیمه عمر برای cccDNA استفاده شده است، مورد استفاده قرار گیرد.

CccDNA قادر است در هسته سلول هایی که با یک ویروس خاص مرتبط با cccDNA عفونی شده اند، تشکیل یک مینی کروموزوم پایدار بدهند .   cccDNA به عنوان بخشی از هسته، قادر است با پروتئین های هیستونی و غیرهیستونی تعامل کرده و ساختارهایی شبه کروماتینی ایجاد کند. همانند کروماتین میزبان، رونویسی cccDNA از طریق کنترل دو افزاینده و چهار پروموتر (پیش بر) مجزا تنظیم می شود. همچنین رونویسی cccDNA به تنظیم‌کننده‌های متعددی از جمله فاکتورهای رونویسی، فعال‌کننده‌های کمکی، مهارکننده‌های کمکی و آنزیم‌های اصلاح‌کننده کروماتین بستگی دارد. علاوه بر این، cccDNA،  به عنوان الگویی برای تکثیر ویروسی و رونویسی DNA،می تواند امکان تولید آنتی ژن های ویروسی را فراهم می کند.
تعیین کمی تعداد نسخه‌های cccDNA در هر سلول چالش برانگیز است و به دو عامل : نوع سلول و نوع عفونت بستگی دارد. اگرچه نیمه عمر cccDNA هنوز مشخص نشده است، اما در شرایط آزمایشگاهی، آزمایش شده است که cccDNA در طول عمر سلول باقی بماند.  در یک مطالعه آزمایشگاهی که اخیرا بر روی ویروس هپاتیت بی (HBV) انجام شد که نتایج نشان داد که نیمه عمر سلول کبد انسان ( HepG2 ) 40 روز است و طول عمر تخمینی آن 58 روز را ارائه می دهد. نیمه عمر سلول های کبد در داخل بدن  انسان هنوز مشخص نشده است. 

## عملکرد زیستی
CccDNA از rcDNA (DNA دایره ای آرام) از طریق حذف یک پلیمراز ویروسی در انتهای '5' رشته منفی DNA، حذف انتهای '5' رشته مثبت، و حذف یک کپی از رشته کوتاه پایانی اضافی از رشته منفی. تشکیل می شود.  پس از انجام این حذف ها، رشته مثبت تکمیل شده و بسته شدن دو رشته DNA ویروسی رخ می دهد.  مکانیسم عفونت ناشی از تبدیل DNA دو رشته‌ای حلقوی با پیچیدگی کم (rcDNA) به cccDNA، از قالب‌های ویروسی است که گمان می‌رود توسط آنزیم‌های ترمیم DNA خود سلول انجام می‌شود. این فرآیند به دلیل رونویسی مجدد یک رونوشت cccDNA به ژنوم rcDNA سلول طبیعی رخ می دهد. سپس پروتون زدایی  rcDNA به عنوان پیش ساز cccDNA از طریق یک واکنش زنجیره ای پلیمراز عمل می کند .   DNA لیگاز 1 و DNA لیگاز 3 به صورت مستقیم تشکیل cccDNA را کاهش می دهند، در حالی که DNA لیگاز 4 برای تشکیل cccDNA فقط در DNA خطی دو رشته ای، پر اهمیت است. 
تبدیل rcDNA حدودا دو رشته ای به cccDNA، معمولاً زمانی رخ می دهد که یک سلول کبدی عفونی شود.  cccDNA می تواند تمام احتیاجات لازم برای تکمیل تکثیر ویروسی و تولید پروتئین را تولید کند و بنابراین نیازی به استفاده از مکانیسم  همانندسازی DNA نیمه حفاظتی میزبان خود ندارد. 
محرک‌ها و کنترل‌های تولید کننده cccDNA به طور کامل شناخته نشده‌اند، اما گمان میرود که ممکن است سیستمی شامل خودتنظیمی منفی برای توقف تولید cccDNA پس از تهیه حدودا 10 تا 50 نسخه وجود داشته باشد. ادغام های cccDNA، پس از ساخته شدن، به راحتی حفظ می شوند، پس لازم نیست یک سلول چندین بار آلوده شود تا یک مخزن cccDNA ایجاد شود.  cccDNA می‌تواند از طریق میتوز کمتر شده و یا از بین برود، اما به طور کلی cccDNA می‌تواند در طول چرخه زندگی سلول‌های کبدی وجود داشته باشد بدون اینکه بر قابلیت حیات آن تأثیر بگذارد؛ که این تداوم همیشگی cccDNA ، برای توضیح درباره پاسخ های ایمنی همیشگی مشاهده شده نسبت به HBV، فرض شده است. 
گمان میرود که عواملی که بر فعالیت cccDNA تأثیر دارند، شامل واسطه ایمنی، اپی ژنتیک و فاکتور های ویروسی همگی.  بررسی مکانیسم‌هایی که از طریق آن این عوامل مختلف بر فعالیت cccDNA در داخل بدن تأثیر می‌گذارند به دلیل میزبان‌های حیوانی انتخابی که در دسترس هستند، نسبتاً محدود است.  در رابطه با فاکتورهای با واسطه ایمنی، تحقیقات نشان داده است که سایتوکاین های التهابی می توانند تکثیر ویروسی را سرکوب کرده و استخرهای cccDNA را در سلول های آلوده کاهش دهند. علاوه بر این، تصور می شود که استیلاسیون و استیل زدایی cccDNA رونویسی cccDNA و در نتیجه تکثیر ویروسی آن را تنظیم می کند. مشخص شده است که استیلاسیون با تکثیر ویروسی مرتبط است در حالی که داستیلاسیون با تکثیر کم ویروس در شرایط آزمایشگاهی مرتبط است.  تحقیقات بیشتر برای مطالعه اثرات استیلاسیون و داستیلاسیون بر فعالیت cccDNA در داخل بدن مورد نیاز است.
1. ↑  Mosevitskaia TV, Pavel'chuk EB, Tomilin NV (1976). "[Substrate of a UV-induced repair system providing for W-reactivation of lambda phage]". Genetika (به روسی). 12 (8): 131–8. PMID 1001892.
2. ↑  Kunisada, T.; H. Yamagishi (November 1984). "Sequence repetition and genomic distribution of small polydisperse circular DNA purified from HeLa cells". Gene. 31 (1–3): 213–223. doi:10.1016/0378-1119(84)90212-9. PMID 6098526.
3. ↑  Guo H.; D. Jiang; T. Zhou; A. Cuconati; T.M. Block; J.T. Guo (November 2007). "Characterization of the intracellular deproteinized relaxed circular DNA of hepatitis B virus: an intermediate of covalently closed circular DNA formation". J Virol. 81 (22): 12472–12484. doi:10.1128/JVI.01123-07. PMC 2169032. PMID 17804499.
4. ↑  Bourne, E.J.; Dienstag, J.L.; Lopez, V.A.; Sander, T.J.; Longlet, J.M.; Hall, J.G.; Kwiatkowski, R.W.; Wright, T.; Lai, C.L. (January 2007). "Quantitative analysis of HBV cccDNA from clinical specimens: correlation with clinical and virological response during antiviral therapy". Journal of Viral Hepatitis. 14 (1): 56–63. doi:10.1111/j.1365-2893.2006.00775.x. PMID 17212645. {{cite journal}}: Unknown parameter |displayauthors= ignored (|display-authors= suggested) (help)
5. ↑  Allweiss, Lena; Dandri, Maura (2017-06-21). "The Role of cccDNA in HBV Maintenance". Viruses. 9 (6): 156. doi:10.3390/v9060156. ISSN 1999-4915. PMC 5490831. PMID 28635668.
6. ↑  Lythgoe, Katrina A.; Lumley, Sheila F.; Pellis, Lorenzo; McKeating, Jane A.; Matthews, Philippa C. (2020). "Estimating hepatitis B virus cccDNA persistence in chronic infection". Virus Evolution (به انگلیسی). 7 (1): veaa063. doi:10.1093/ve/veaa063. PMC 7947180. PMID 33732502.
7. ↑  Lucifora, Julie; Protzer, Ulrike (2016-04-01). "Attacking hepatitis B virus cccDNA – The holy grail to hepatitis B cure". Journal of Hepatology. Molecular Biology of Hepatitis B Virus (به انگلیسی). 64 (1, Supplement): S41–S48. doi:10.1016/j.jhep.2016.02.009. ISSN 0168-8278. PMID 27084036.
8. ↑  Guo, Haitao. "Molecular Mechanisms of HBV cccDNA Formation". Grantome (به انگلیسی). Retrieved 1 December 2020.
9. 1 2  Long, Quanxin; Yan, Ran; Hu, Jieli; Cai, Dawei; Mitra, Bidisha; Kim, Elena S.; Marchetti, Alexander; Zhang, Hu; Wang, Soujuan (December 2017). "The role of host DNA ligases in hepadnavirus covalently closed circular DNA formation". PLOS Pathogens. 13 (12): e1006784. doi:10.1371/journal.ppat.1006784. ISSN 1553-7374. PMC 5747486. PMID 29287110.
10. 1 2 3  Levrero, Massimo; Pollicino, Teresa; Petersen, Jorg; Belloni, Laura; Raimondo, Giovanni; Dandri, Maura (2009-09-01). "Control of cccDNA function in hepatitis B virus infection". Journal of Hepatology (به انگلیسی). 51 (3): 581–592. doi:10.1016/j.jhep.2009.05.022. ISSN 0168-8278. PMID 19616338.
11. ↑  Tuttleman, Jan S.; Pourcel, Christine; Summers, Jesse (1986-11-07). "Formation of the pool of covalently closed circular viral DNA in hepadnavirus-infected cells". Cell (به انگلیسی). 47 (3): 451–460. doi:10.1016/0092-8674(86)90602-1. ISSN 0092-8674. PMID 3768961.
12. ↑  Nguyen, David H.; Ludgate, Laurie; Hu, Jianming (2008). "Hepatitis B virus–cell interactions and pathogenesis". Journal of Cellular Physiology (به انگلیسی). 216 (2): 289–294. doi:10.1002/jcp.21416. ISSN 1097-4652. PMC 4386630. PMID 18302164.
13. ↑  Dandri, Maura; Lutgehetmann, Marc; Volz, Tassilo; Petersen, Jörg (May 2006). "Small Animal Model Systems for Studying Hepatitis B Virus Replication and Pathogenesis". Seminars in Liver Disease (به انگلیسی). 26 (2): 181–191. doi:10.1055/s-2006-939760. ISSN 0272-8087. PMID 16673296.